# Resolution ES-10/23 der UN-Generalversammlung
Die Resolution A/RES/ES-10/23 der Generalversammlung der Vereinten Nationen ist eine Resolution der Zehnten Dringlichkeitssitzung der UN-Generalversammlung, die dem Staat Palästina einen Sitz in der Generalversammlung einräumt und die Aufnahme als Vollmitglied in die Vereinten Nationen empfiehlt. Die Resolution wurde am 10. Mai 2024 mit 143 Ja-Stimmen, 9 Nein-Stimmen und 25 Enthaltungen angenommen. 16 Staaten nahmen an der Abstimmung nicht teil. Deutschland, Österreich und die Schweiz enthielten sich der Stimme, Liechtenstein stimmte für die Resolution.